# Japonolirion
Japonolirion, monotipski rod jednosupnica iz porodice Petrosaviaceae, jedini u potporodici Japonolirioideae. Jedina je vrsta japanski je endem J. osense, rizomatski geofit rasprostranjen po otocima Hokkaido i Honshu.

## Istraživanja 2005.
Japonolirion, koji se sastoji od vrste Japonolirion osense Nakai, koji se pojavljuje na serpentinitu na dva široko odvojena lokaliteta u Japanu, smatran je izoliranim taksonom, ali je nedavno (2005.) molekularnim dokazima dokazano da je sestrinska skupina aklorofilnog, mikoheterotrofnog roda, Petrosavia. U nastojanju da se istraže moguće karakteristike koje povezuju ove skupine, analizirani su flavonoidni spojevi dobiveni iz lišća Japonoliriona korištenjem UV spektra, spektrometrije masa i 1H i 13C nuklearne magnetske rezonancije, te kisele hidrolize originalnih glikozida kao i izravne tankoslojne kromatografije i usporedbe tekućinske kromatografije visoke učinkovitosti s autentičnim uzorcima. Kao rezultat toga, identificirani su sedam flavonoida, od kojih su dvije bile glavne komponente identificirane kao 6-C-glukozilkvercetin 3-O-glukozid i izoorientin. Preostalih pet bile su manje komponente identificirane kao 6-C-glukozilkaempferol 3-O-glukozid, kvercetin 3-O-glukozid, kvercetin 3-O-arabinozid, vicenin-2 i orientin. I 6-C-glukozilkvercetin 3-O-glukozid i 6-C-glukozilkaempferol 3-O-glukozid zabilježeni su prvi put u prirodi. Zbog njihove ograničene pojave u angiospermama, i C-glikozilflavonoli i 3-O-glikozidi C-glikozilflavonola mogu biti značajni kemijski markeri za procjenu odnosa J. osense.

## Sinonimi
- Japonolirion saitoi Makino & Tatew.; J. Jap. Bot. 7: 5, 18 (1931)
- Japonolirion osense var. saitoi (Makino & Tatew.) Ohwi; Bull. Natl. Sci. Mus. Tokyo 33: 68 (1953)